# Plectophanes
Genre
Plectophanes est un genre d'araignées aranéomorphes de la famille des Cycloctenidae.

## Distribution
Les espèces de ce genre sont endémiques de Nouvelle-Zélande.

## Liste des espèces
Selon World Spider Catalog (version 17.0, 11/06/2016) :
- Plectophanes altus Forster, 1964
- Plectophanes archeyi Forster, 1964
- Plectophanes frontalis Bryant, 1935
- Plectophanes hollowayae Forster, 1964
- Plectophanes pilgrimi Forster, 1964

## Publication originale
- Bryant, 1935 : Some new and little known species of New Zealand spiders. Records of ihe Canterbury Museum, vol. 4, p. 71-94.